# Synagoga w Zguricy
Synagoga w Zguricy – żydowska bóżnica położona w mołdawskiej Zguricy w rejonie Drochii.
Zbudowana jako parterowy budynek najprawdopodobniej w XVIII wieku i działająca do wybuchu II wojny światowej. Po zakończeniu wojny była wykorzystywana jako skład. Aktualnie obiekt używany jest jako magazyn na zboże.